# モンゴル国立大学
モンゴル国立大学（モンゴル語表記:Монгол Улсын Их Сургууль、英称:National University of Mongolia、略称:モイス（モンゴル語表記:МУИС）は、1942年設立、モンゴル国最初の国立大学。ホルローギーン・チョイバルサンが創立した。

## 概観[3]
ビジョン
「世界レベルの大学」になることを目標としている。具体的には2024年までに伝統的な「リベラルアーツ」に基づき、地域の主要な研究大学になり、アジアのトップ100大学の1つになることを掲げている。
価値観
以下の5つを大学の価値観として掲げている。
- 学問の自由
- 開発基準
- 道徳心
- リーダーシップ
- 尊重/インセンティブ

戦略的優先事項
以上の目標を達成するため、以下の戦略的優先事項を挙げている。
- 研究の範囲と水準を世界標準に向上させ、教育学習分野で世界をリードする。
- 研究と社会開発をリードする。
- 組織の独立性を確保し、世界トップレベルの管理手法を導入し、財政の安定を確保する。

世界大学ランキング
2015年、国内の大学から4校以上をアジアでトップ100校入りさせるという計画が国会で採択され、モンゴル国立大は2024年までにトップ100入りを目指す戦略校になる。
2018年、オランダのティルバーグ大学が発表した世界経済大学ランキングではアジア94位、世界ランキングでは675位だった。

## 組織構成[3]
科学部
- 自然科学類
  - 数学科
  - 物理学科
  - 化学科
  - 生物学科
  - 地理学科
  - 地学,物理地学学科
  - 自然科学科

- 社会科学類
  - 経済学科
  - 政治学科
  - 教育,心理学科
  - 人類学,考古学科
  - 社会,社会福祉学科
  - 新聞,広報学科

- 人文学類
  - 史学科
  - モンゴル語,言語学科
  - 文芸学科
  - 哲学,宗教学科
  - 英米学科
  - 欧州学科
  - アジア学科

応用科学工学部
- 応用数学科
- 電子通信工学科
- 情報,コンピュータサイエンス学科
- 環境森林工学科
- 化学生物工学科

経営学部
- 会計学科
- 財務学科
- 管理学科
- マーケティング,商業学科

法学部
- 法学科

国際関係公共行政学部
- 国際関係学科
- 公共行政学科

## 出身者

### 政治家
- ジャムビィン・バトムンフ (経済学) - モンゴル人民革命党元書記長
- Radnaasümbereliin Gonchigdorj (数学) - モンゴル副大統領、国家大会議議長
- Miyeegombyn Enkhbold (経済学) - モンゴルの首相、国家大会議議長
- Norovyn Altankhuyag (物理学、数学) - モンゴルの首相
- Zandaakhüügiin Enkhbold (法学) - 国家大会議議長
- チメディーン・サイハンビレグ (法学) - モンゴルの首相（2014年11月21日から2016年7月7日まで）
- ウフナーギーン・フレルスフ (法学) - モンゴルの現大統領
- ジャルガルトルギーン・エルデネバト - モンゴルの首相（2016年7月7日から2017年10月4日まで）
- トグミド・ドルジハンド (経済学) - モンゴルの副首相、フン党党首

### その他
- バアタスレン・シュウダツェツェグ - モンゴルのジャーナリスト、作家、映画プロデューサー
- ダンバダルジャー・バッチジャルガル - モンゴルの外交官、経済学者
- チャドラーバリーン・ロドイダムバ - モンゴルの小説家

### 教員
- Bazaryn Shirendev (歴史学者, 学長)
- ガルサン・チナグ (作家)
- Tumen Dashtseveg (考古学)
- アルタンゲレル・ペルレ (古生物学)
- Tserenbaltavyn Sarantuyaa (法学)